# امگا اس‌آ
امگا اس‌آ (به انگلیسی: Omega SA) شرکت ساعت‌سازی لوکس‌ سوئیسی است. مرکز این شرکت در شهر بین، سوئیس قرار دارد. شرکت امگا هم‌اکنون جزء گروه سواچ محسوب می‌شود.
ارتش هوایی سلطنتی بریتانیا در سال ۱۹۱۷ و همچنین ارتش ایالات متحده آمریکا در سال ۱۹۱۸ رسماً از ساعت‌های امگا در رزمایش‌ها و نبردهای خود استفاده می‌کنند.
همچنین این برند در سال ۱۹۶۹ توسط ناسا، به عنوان اولین ساعت برای حضور در ماه، برگزیده شد‌. از سال ۱۹۳۲ تنها از ساعت‌های امگا در بازی‌های المپیک استفاده می‌شود. این ساعت از سال ۱۹۹۵ به فیلم‌ها راه یافته و از این سال به بعد در سری فیلم‌های جیمز باند مورد استفاده قرار گرفته است
در کل ساعت های این برند لوکس قیمتی بالاتر از میانگین درآمد جامعه را دارا میباشد
امگا و سواچ که هر دو زیرمجموعه گروه سواچ محسوب می‌شوند در سال ۲۰۲۲ با یکدیگر همکاری داشتند و ساعت مون‌سواچ را با الهام از امگا اسپیدمستر مون‌واچ تولید کردند.